# Tved (Sydslesvig)
 For alternative betydninger, se Tved. (Se også artikler, som begynder med Tved)
Tved (dansk) eller Twedt (tysk) er en landsby og kommune beliggende cirka 11 km nordøst for Slesvig by ved Løjt Å i det sydlige Angel og kun få kilometer nord for Slien. Administrativt hører kommunen under Slesvig-Flensborg kreds i den tyske delstat Slesvig-Holsten. Den nuværende kommune blev dannet i august 1970 ved sammenlægning af Grumby og Boskov. Den samarbejder på administrativt plan med andre kommuner i omegnen i Sydangel kommunefælleskab (Amt Südangeln). I kirkelig henseende hører Tved under Tolk Sogn. Sognet lå i Strukstrup Herred (Gottorp Amt), da Slesvig var dansk indtil 1864.

## Geografi
Tved er beliggende i et let kuperet morænelandskab i det sydlige Angel. Til kommunen hører Boskov (også Byskov; Buschau), Boskovaa (Buchholzau), Fyrbjerg (Vörbarg), Grumby, Lammershag (også Lammeshus, Lammershagen), Løkkegaarde (Lücke), Pokjær (Pokier), Stangelhæk (Stangheck), Tornhøj (Dornhöh) og selve Tved. Nord for Boskov ved Vedelspang Å er der med Borreskjær (Borreskier) et større vadområde. Vest for Tved strækker sig Fysing Å (Løjt Å).
Kommunen er landsbrugspræget.

## Historie
Tved er første gang nævnt 1231. Stednavnet henviser til en bebyggelse ved en skov. Stedbetegnelse Tved er almindelig i hele Norden i betydningen ryddet jord, som kunne pløjes. Navne som Humletved eller Rugtved betegner altså tilsvarende ryddede pletter i en skov, hvor der dyrkes humle osv. Grumby er første gang nævnt 1231. Stednavnet er afledt af mandsnavn Grumme. Stednavnet Boskov (på ældre dansk også Burskov) er første gang dokumenteret 1601. Navnet er sammensat af bue og -skov, muligvis afledt af mandsnavn Bur.

## Kendte
Den slesvigske stænderdeputerede Andreas Hansen-Grumby (1818 - 1884) kom fra Grumby.